# Campo elettromagnetico

Onda elettromagnetica, il modo in cui si propaga il campo elettromagnetico nello spazio e nel tempo

In fisica il campo elettromagnetico è il campo che descrive l'interazione elettromagnetica. È costituito dalla combinazione del campo elettrico e del campo magnetico ed è generato localmente da qualunque distribuzione di carica elettrica  e  corrente elettrica variabili nel tempo, propagandosi nello spazio sotto forma di onde elettromagnetiche.
In elettrodinamica classica è descritto come un campo tensoriale; in elettrodinamica quantistica l'interazione è vista come lo scambio di particelle a massa nulla, i fotoni.

## Caratteristiche generali
Il campo elettromagnetico interagisce nello spazio con cariche elettriche e può manifestarsi anche in assenza di esse, trattandosi di un'entità fisica che può essere definita indipendentemente dalle sorgenti che l'hanno generata. In assenza di sorgenti il campo elettromagnetico è detto "radiazione elettromagnetica" o "onda elettromagnetica", essendo un fenomeno ondulatorio che non richiede alcun supporto materiale per diffondersi nello spazio e che nel vuoto viaggia alla velocità della luce. Secondo il modello standard, il quanto della radiazione elettromagnetica è il fotone, mediatore dell'interazione elettromagnetica. Il campo elettrico {\displaystyle \mathbf {E} } e il campo magnetico {\displaystyle \mathbf {B} } sono solitamente descritti con vettori in uno spazio a tre dimensioni: il campo elettrico è un campo di forze conservativo generato nello spazio dalla presenza di cariche elettriche stazionarie, mentre il campo magnetico è un campo vettoriale non conservativo generato da cariche in moto.
Le equazioni di Maxwell insieme alla forza di Lorentz caratterizzano le proprietà del campo elettromagnetico e della sua interazione con oggetti carichi. Le prime due equazioni di Maxwell sono omogenee e valgono sia nel vuoto che nei mezzi materiali:
{\displaystyle \nabla \times \mathbf {E} =-{\frac {\partial \mathbf {B} }{\partial t}}\qquad \nabla \cdot \mathbf {B} =0}
Esse rappresentano in forma differenziale, cioè valida localmente, la Legge di Faraday e la Legge di Gauss per il campo magnetico. Le altre due equazioni descrivono il modo con cui il materiale in cui avviene la propagazione interagisce, polarizzandosi, con il campo elettrico e magnetico, che nella materia sono denotati con {\displaystyle \mathbf {D} } (noto come campo Induzione elettrica) e {\displaystyle \mathbf {H} } (noto come campo magnetizzante). Esse mostrano in forma locale la Legge di Gauss elettrica e la Legge di Ampère-Maxwell:
{\displaystyle \nabla \cdot \mathbf {D} =\rho \qquad \nabla \times \mathbf {H} =\mathbf {J} +{\frac {\partial \mathbf {D} }{\partial t}}\ }
dove la densità di carica {\displaystyle \rho } e la densità di corrente {\displaystyle \mathbf {J} } sono dette sorgenti del campo.
La forza di Lorentz è la forza {\displaystyle \mathbf {F} } che il campo elettromagnetico genera su una carica {\displaystyle q} puntiforme:
{\displaystyle \mathbf {F} =q(\mathbf {E} +\mathbf {v} \times \mathbf {B} )}
dove {\displaystyle \mathbf {v} } è la velocità della carica.
L'introduzione di un campo, in particolare di un campo di forze, è un modo per descrivere l'interazione reciproca tra cariche, che nel vuoto avviene alla velocità della luce. Nella teoria classica dell'elettromagnetismo tale interazione viene considerata istantanea, dal momento che la velocità della luce è approssimativamente di 300000 chilometri al secondo, mentre nella trattazione relativistica si tiene conto del fatto che tale velocità è finita e la forza tra cariche si manifesta dopo un certo tempo: in tale contesto è corretto affermare che una carica interagisce solamente con il campo e questo interagisce solo successivamente su un'eventuale seconda carica posta nelle vicinanze.
In tale contesto il campo elettromagnetico viene descritto dalla teoria dell'elettrodinamica classica in forma covariante, cioè invariante sotto trasformazione di Lorentz, e rappresentato dal tensore elettromagnetico, un tensore a due indici di cui i vettori campo elettrico e magnetico sono particolari componenti.
Se si considera infine anche il ruolo dello spin delle particelle cariche si entra nell'ambito di competenza dell'elettrodinamica quantistica, dove il campo elettromagnetico viene quantizzato.

## Potenziale
L'elettrodinamica studia il campo elettromagnetico, che nel caso più generale è generato da una distribuzione di carica elettrica e corrente elettrica, tenendo conto dei principi della teoria della relatività, che nella teoria classica dell'elettromagnetismo vengono trascurati.
Gli effetti generati dal comportamento dinamico di cariche e correnti furono studiati da Pierre Simon Laplace, Michael Faraday, Heinrich Lenz e molti altri già dagli inizi dell'ottocento, tuttavia uno studio coerente e logicamente completo dei fenomeni elettromagnetici può essere effettuato solamente a partire dalla teoria della relatività. L'elettrodinamica classica utilizza il formalismo dei tensori e dei quadrivettori per scrivere le equazioni di Maxwell in forma covariante per le trasformazioni di Lorentz, introducendo un quadripotenziale che estende i potenziali scalare e vettore del caso stazionario: in questo modo cariche e correnti elettriche vengono descritte dal quadrivettore densità di corrente {\displaystyle j^{\mu }} dove la parte temporale del quadrivettore è data dalla densità di carica, moltiplicata per la velocità della luce {\displaystyle c}, e la parte spaziale dalla densità di corrente elettrica.
Il quadripotenziale {\displaystyle A^{\mu }} che descrive il campo elettromagnetico è costituito da una parte spaziale data dal potenziale vettore {\displaystyle \mathbf {A} }, relativo al campo magnetico, e una parte temporale data dal potenziale scalare {\displaystyle \phi } del campo elettrico:
{\displaystyle A^{\mu }=\left({\frac {\phi }{c}},\mathbf {A} \right)=\left({\frac {\phi }{c}},A_{x},A_{y},A_{z}\right)}
A partire dal quadripotenziale si possono definire i campi nel seguente modo:
{\displaystyle \mathbf {E} =-\mathbf {\nabla } \phi -{\frac {\partial \mathbf {A} }{\partial t}}\qquad \mathbf {B} =\mathbf {\nabla } \times \mathbf {A} }
Inserendo tali espressioni nelle equazioni di Maxwell, la legge di Faraday e la legge di Gauss magnetica si riducono ad identità, mentre le restanti due equazioni assumono la forma:
{\displaystyle \nabla ^{2}\phi +{\frac {\partial }{\partial t}}\left(\mathbf {\nabla } \cdot \mathbf {A} \right)=-{\frac {\rho }{\varepsilon _{0}}}}
{\displaystyle \left(\nabla ^{2}\mathbf {A} -{\frac {1}{c^{2}}}{\frac {\partial ^{2}\mathbf {A} }{\partial t^{2}}}\right)-\mathbf {\nabla } \left(\mathbf {\nabla } \cdot \mathbf {A} +{\frac {1}{c^{2}}}{\frac {\partial \phi }{\partial t}}\right)=-\mu _{0}\mathbf {J} }
Tali espressioni sono equivalenti alle equazioni di Maxwell.

### Teoria di Gauge
All'interno delle equazioni di Maxwell ogni grado di libertà in una data configurazione del campo elettromagnetico ha un proprio effetto misurabile sul moto di eventuali cariche di prova poste nelle vicinanze. Tuttavia, l'espressione dei campi rimane invariata se i potenziali subiscono la seguente trasformazione:
{\displaystyle \mathbf {A} '=\mathbf {A} +\mathbf {\nabla } \lambda \qquad \phi '=\phi -{\frac {\partial \lambda }{\partial t}}}
Le espressioni dei potenziali si possono quindi modificare senza conseguenze in tal modo, infatti in seguito alla trasformazione {\displaystyle \mathbf {A} \rightarrow \mathbf {A} +\nabla \lambda } il campo {\displaystyle \mathbf {B} } rimane invariato:
{\displaystyle {\mathbf {B} }=\nabla \times ({\mathbf {A} }+\nabla \lambda )=\nabla \times {\mathbf {A} }}
essendo nullo il rotore del gradiente, mentre {\displaystyle \mathbf {E} } si modifica in modo tale che:
{\displaystyle {\mathbf {E} }=-\nabla \phi -{\frac {\partial {\mathbf {A} }}{\partial t}}-\nabla {\frac {\partial {\lambda }}{\partial t}}=-\nabla \left(\phi +{\frac {\partial {\lambda }}{\partial t}}\right)-{\frac {\partial {\mathbf {A} }}{\partial t}}}
Se si effettua quindi l'ulteriore trasformazione {\displaystyle \phi \rightarrow \phi -{\frac {\partial {\lambda }}{\partial t}}} la derivata di {\displaystyle \lambda } nell'argomento del gradiente scompare e si ottiene anche {\displaystyle \mathbf {E} }.
Una particolare scelta del potenziale scalare o del potenziale vettore è un potenziale di gauge, ed una funzione scalare utilizzata per cambiare il gauge è detta funzione di gauge. Tale arbitrarietà, intrinseca nella definizione, consente ai potenziali di soddisfare un'ulteriore condizione, che determina la scelta del gauge. I gauge più frequentemente utilizzati sono il Gauge di Coulomb ed il Gauge di Lorenz.

#### Gauge di Coulomb
Il gauge di Coulomb, detto anche gauge trasversale o gauge di radiazione, è scelto in modo tale che:
{\displaystyle \mathbf {\nabla } \cdot \mathbf {A} =0}
In termini di {\displaystyle \lambda } deve pertanto soddisfare la relazione:
{\displaystyle \nabla ^{2}\lambda =-\mathbf {\nabla } \cdot \mathbf {A} }
e le equazioni Maxwell nel gauge di Coulomb sono scritte nel seguente modo:
{\displaystyle \nabla ^{2}\phi '=-{\frac {\rho }{\varepsilon _{0}}}\qquad \nabla ^{2}\mathbf {A} '-\mu _{0}\varepsilon _{0}{\frac {\partial ^{2}\mathbf {A} '}{\partial t^{2}}}=-\mu _{0}\mathbf {J} +\mu _{0}\varepsilon _{0}\nabla \left({\frac {\partial \phi '}{\partial t}}\right)}
dove si nota che il potenziale scalare soddisfa l'equazione di Poisson, la cui soluzione è:
{\displaystyle \phi (\mathbf {x} ,t)={\frac {1}{4\pi \varepsilon _{0}}}\int {\frac {\rho (\mathbf {x} ',t)}{|\mathbf {x} -\mathbf {x} '|}}d^{3}x'}
mentre la soluzione per il potenziale vettore diventa più difficoltosa, e necessita la scomposizione del vettore densità di corrente in parte trasversale e longitudinale.

#### Gauge di Lorenz
La condizione imposta nel gauge di Lorenz è detta condizione di Lorenz, e si scrive nel seguente modo:
{\displaystyle \partial _{\mu }A^{\mu }=\nabla \cdot {\mathbf {A} '}+{\frac {1}{c^{2}}}{\frac {\partial \phi '}{\partial t}}=0}
Ovvero, {\displaystyle \lambda } deve soddisfare l'equazione:
{\displaystyle \nabla ^{2}\lambda -\mu _{0}\varepsilon _{0}{\frac {\partial ^{2}\lambda }{\partial t^{2}}}=-\mathbf {\nabla } \cdot \mathbf {A} -\mu _{0}\varepsilon _{0}{\frac {\partial \phi }{\partial t}}}.
La condizione di Lorenz consente di imporre ai potenziali che la soddisfano un ulteriore vincolo, detto trasformazione di Gauge ristretta:
{\displaystyle \mathbf {A} '=\mathbf {A} +\mathbf {\nabla } \lambda \qquad \phi '=\phi -{\frac {\partial \lambda }{\partial t}}\qquad \nabla ^{2}\lambda -\mu _{0}\varepsilon _{0}{\frac {\partial ^{2}\lambda }{\partial t^{2}}}=0}
ed i potenziali che godono di tale invarianza appartengono al Gauge di Lorenz.
La condizione di Lorenz permette inoltre di disaccoppiare le equazioni Maxwell scritte in termini dei potenziali, ottenendo l'equazione d'onda:
{\displaystyle \nabla ^{2}\mathbf {A} '-\mu _{0}\varepsilon _{0}{\frac {\partial ^{2}\mathbf {A} '}{\partial t^{2}}}=\Box \mathbf {A} '=-\mu _{0}\mathbf {J} }
{\displaystyle \nabla ^{2}\phi '-\mu _{0}\varepsilon _{0}{\frac {\partial ^{2}\phi '}{\partial t^{2}}}=\Box \phi '=-{\frac {\rho }{\varepsilon _{0}}}}
dove {\displaystyle \Box } è l'operatore di d'Alembert. L'equazione generale alla quale obbedisce il quadripotenziale ha la forma:
{\displaystyle \Box A^{\mu }=\partial ^{\lambda }\partial _{\lambda }A^{\mu }=-\mu _{0}j^{\mu }}
Tale relazione costituisce un modo per esprimere le equazioni di Maxwell in forma covariante. Esplicitando inoltre l'operatore differenziale d'Alembertiano si ha:
{\displaystyle {\frac {\partial ^{2}A^{\mu }}{\partial x^{2}}}+{\frac {\partial ^{2}A^{\mu }}{\partial y^{2}}}+{\frac {\partial ^{2}A^{\mu }}{\partial z^{2}}}-{\frac {1}{c^{2}}}{\frac {\partial ^{2}A^{\mu }}{\partial t^{2}}}=-\mu _{0}j^{\mu }}
dove la quadridensità di corrente è
{\displaystyle j^{\nu }=\left({\rho }{c},\mathbf {J} \right)=\left({\rho }{c},J_{x},J_{y},J_{z}\right)}
Per la linearità dell'equazione, le possibili soluzioni per il quadripotenziale sono la somma delle possibili soluzioni dell'equazione omogenea più una soluzione particolare che non rientra in quelle precedenti, e che dà origine alla forma dei potenziali ritardati.

## Descrizione covariante
La descrizione covariante del campo elettromagnetico nel vuoto viene svolta nell'ambito del gauge di Lorenz. La condizione di Lorenz garantisce che tale descrizione abbia la proprietà di essere Lorentz invariante, ovvero invariante rispetto ad una trasformazione di Lorentz, e di rispettare i gradi di libertà forniti dalle trasformazioni di gauge.
Si consideri una carica in moto in un campo elettromagnetico. Dai postulati della relatività ristretta segue che l'azione {\displaystyle {\mathcal {S}}} per la carica è uno scalare di Lorentz, in accordo con il principio variazionale di Hamilton secondo il quale si deve verificare che {\displaystyle \delta {\mathcal {S}}=0}. L'azione è data da:
{\displaystyle {\mathcal {S}}=\int {\mathcal {L}}dt=\int \gamma {\mathcal {L}}d\tau }
dove {\displaystyle {\mathcal {L}}} è la lagrangiana. La quantità {\displaystyle \gamma {\mathcal {L}}} deve essere quindi invariante. La lagrangiana {\displaystyle {\mathcal {L}}_{free}} per una particella libera ha la forma:
{\displaystyle {\mathcal {L}}_{free}=-mc^{2}{\sqrt {1-{\frac {u^{2}}{c^{2}}}}}=-mc^{2}{\sqrt {1-\beta ^{2}}}}
Tale espressione è motivata dal fatto che la lagrangiana non deve dipendere dalla posizione: l'unica possibile quantità invariante è allora {\displaystyle u_{\alpha }u^{\alpha }=c^{2}}, dove {\displaystyle u^{\alpha }} è la quadrivelocità. In questo modo la lagrangiana risulta proporzionale a {\displaystyle \gamma ^{-1}={\sqrt {1-\beta ^{2}}}}, e dalle equazioni di Eulero-Lagrange si verifica che la corrispondente equazione del moto è:
{\displaystyle {\frac {d}{dt}}(\gamma m\mathbf {u} )=0}
In presenza di un campo elettromagnetico la lagrangiana di interazione {\displaystyle {\mathcal {L}}_{int}} per una particella carica {\displaystyle e} ha la forma:
{\displaystyle {\mathcal {L}}_{int}=-{\frac {e}{\gamma c}}u_{\alpha }A^{\alpha }=-e\phi +{\frac {e}{c}}\mathbf {u} \cdot \mathbf {A} }
dove si osserva che nel limite non relativistico essa si riduce all'energia potenziale di interazione {\displaystyle e\phi } tra la carica ed il campo, con {\displaystyle \phi } la componente temporale del quadripotenziale {\displaystyle A^{\alpha }}: la richiesta di invarianza sotto traslazione conduce inoltre alla scelta del vettore {\displaystyle u^{\alpha }} da moltiplicare scalarmente con {\displaystyle A^{\alpha }} per ottenere una quantità invariante. L'espressione della lagrangiana di interazione è tuttavia motivata anche da osservazioni sperimentali, e si può giustificare imponendo che {\displaystyle \gamma {\mathcal {L}}_{int}} sia una funzione la cui derivata di grado massimo sia la derivata temporale prima delle coordinate, che sia invariante sotto traslazione e che sia lineare rispetto a potenziale e carica.
In presenza di campo l'azione {\displaystyle {\mathcal {S}}} è così definita come l'integrale della lagrangiana totale {\displaystyle {\mathcal {L}}={\mathcal {L}}_{free}+{\mathcal {L}}_{int}} nel tempo tra gli istanti iniziale e finale dell'evoluzione del sistema. In notazione relativistica si può sfruttare l'intervallo spaziotemporale (scalare) {\displaystyle ds={\sqrt {x_{i}x^{i}}}}, dove {\displaystyle x^{i}} è la posizione, e dal momento che {\displaystyle ds=cd\tau =cdt/\gamma }, si ha:
{\displaystyle {\mathcal {S}}=\int _{t_{1}}^{t_{2}}{\mathcal {L}}dt=\int _{a}^{b}\left(-mcds-{e \over c}A_{i}dx^{i}\right)}
con {\displaystyle A_{i}} il quadripotenziale. Il principio di minima azione stabilisce che il moto di un sistema fisico fra due istanti dello spazio delle configurazioni è tale che l'azione sia stazionaria in corrispondenza della traiettoria del moto per piccole perturbazioni dello stesso, ovvero:
{\displaystyle \delta {\mathcal {S}}=\delta \int \left(-mc\,ds-{e \over c}A_{i}dx^{i}\right)=-\int _{a}^{b}\left(mc\,{\frac {dx_{i}d\delta x^{i}}{ds}}+{e \over c}A_{i}d\delta x^{i}+{e \over c}\delta A_{i}dx^{i}\right)=0}
Se si integra per parti si ottiene:
{\displaystyle \int \left(mc\,du_{i}\delta x^{i}+{e \over c}\delta x^{i}dA_{i}+{e \over c}\delta A_{i}dx^{i}\right)-\left(mcu_{i}+{e \over c}A_{i}\right)\delta x^{i}|=0}
con {\displaystyle u_{i}={dx_{i} \over ds}} la quadrivelocità. Dato che il secondo termine è nullo e che:
{\displaystyle \delta A_{i}={\frac {\partial A_{i}}{\partial x^{k}}}\delta x^{k}\qquad dA_{i}={\frac {\partial A_{i}}{\partial x^{k}}}dx^{k}}
si ha:
{\displaystyle \int \left(mc\,du_{i}\delta x^{i}+{e \over c}\delta x^{i}{\frac {\partial A_{i}}{\partial x^{k}}}dx^{k}+{e \over c}{\frac {\partial A_{i}}{\partial x^{k}}}\delta x^{k}dx^{i}\right)=\left[mc{du_{i} \over ds}-{e \over c}\left({\frac {\partial A_{k}}{\partial x^{i}}}-{\frac {\partial A_{i}}{\partial x^{k}}}\right)u^{k}\right]\delta x^{i}ds=0}
dove nel secondo passaggio si è sfruttato il fatto che {\displaystyle du_{i}=(du_{i}/ds)ds} e {\displaystyle dx^{i}=du^{i}ds}. Ponendo:
{\displaystyle F_{ik}\equiv {\frac {\partial A_{k}}{\partial x^{i}}}-{\frac {\partial A_{i}}{\partial x^{k}}}}
si ha:
{\displaystyle mc{du_{i} \over ds}-{e \over c}F_{ik}u_{k}=0}
che è l'equazione del moto per una particella carica in un campo elettromagnetico.

### Equazione del moto
Utilizzando il quadrimpulso {\displaystyle p^{\alpha }=mu^{\alpha }}, l'equazione del moto può essere scritta nel seguente modo:
{\displaystyle {\frac {dp^{\alpha }}{d\tau }}=eu_{\beta }F^{\alpha \beta }}
dove {\displaystyle p^{\alpha }} è il quadrimpulso e {\displaystyle \tau } è il tempo proprio della particella. Il tensore {\displaystyle F^{\alpha \beta }} è il tensore elettromagnetico contravariante e {\displaystyle u} è la quadrivelocità della particella. L'equazione può anche essere scritta come:
{\displaystyle {\frac {du^{\alpha }}{d\tau }}={\frac {e}{mc}}F^{\alpha \beta }u_{\beta }}
Raggruppando le tre equazioni spaziali si ha, esplicitamente:
{\displaystyle {\frac {d\mathbf {p} }{d\tau }}=e\gamma \left(\mathbf {E} +\mathbf {u} \times \mathbf {B} \right)\qquad {\frac {d\mathbf {p} }{dt}}=e\left(\mathbf {E} +{\frac {\mathbf {u} }{c}}\times \mathbf {B} \right)\qquad \gamma =\left({\sqrt {1-\beta ^{2}}}\right)^{-1}}
mentre per la componente temporale:
{\displaystyle {\frac {dE}{dt}}=e\mathbf {u} \cdot \mathbf {E} }
Queste relazioni sono le equazioni del moto per una carica in un campo elettromagnetico.

### Tensore elettromagnetico
Il tensore doppio di campo elettromagnetico {\displaystyle F^{\mu \nu }} è un tensore antisimmetrico del second'ordine covariante, e la sua traccia è nulla:
{\displaystyle F^{\mu \nu }={\begin{pmatrix}0&-E_{x}/c&-E_{y}/c&-E_{z}/c\\E_{x}/c&0&-B_{z}&B_{y}\\E_{y}/c&B_{z}&0&-B_{x}\\E_{z}/c&-B_{y}&B_{x}&0\end{pmatrix}}}
Un diverso modo di rappresentare il campo attraverso un tensore antisimmetrico è fornito dal tensore duale elettromagnetico, dato da:
{\displaystyle G^{\mu \nu }={\begin{pmatrix}0&-B_{x}&-B_{y}&-B_{z}\\B_{x}&0&E_{z}/c&-E_{y}/c\\B_{y}&-E_{z}/c&0&E_{x}/c\\B_{z}&E_{y}/c&-E_{x}/c&0\end{pmatrix}}}
Il tensore elettromagnetico gode della proprietà:
{\displaystyle \det \left(F\right)=\left({\frac {\mathbf {B} \cdot \mathbf {E} }{c}}\right)^{2}}
Attraverso questa notazione si possono sintetizzare a coppie le equazioni di Maxwell. Le due equazioni vettoriali non omogenee si riducono a:
{\displaystyle \partial _{\mu }F^{\mu \nu }={\frac {4\pi }{c}}j^{\nu }}
mentre le equazioni omogenee sono:
{\displaystyle \partial _{\mu }G^{\mu \nu }=0}
In modo equivalente:
{\displaystyle \partial _{\mu }F^{\mu \nu }={\frac {4\pi }{c}}j^{\nu }\qquad \partial _{\gamma }F_{\alpha \beta }+\partial _{\alpha }F_{\beta \gamma }+\partial _{\beta }F_{\gamma \alpha }=0}
dove la prima espressione è derivante dall'equazione di Eulero-Lagrange e sintesi della legge di Gauss elettrica e legge di Ampère-Maxwell, mentre la seconda è la sintesi della legge di Gauss magnetica e legge di Faraday-Neumann-Lenz.

## Sorgenti variabili nel tempo
I potenziali ritardati descrivono i potenziali nel caso in cui distribuzione di carica e corrente presente, sorgente del campo, sia variabile nel tempo. Si tratta delle espressioni dei potenziali utilizzata quando non è possibile utilizzare l'approssimazione secondo cui la propagazione dell'interazione elettromagnetica sia istantanea. Ponendo di trovarsi nel vuoto, nel gauge di Lorenz i potenziali ritardati assumono la forma:
{\displaystyle \phi (\mathbf {x} ,t)={\frac {1}{4\pi \varepsilon _{0}}}\int {\frac {\rho (\mathbf {x} _{0},t_{r})}{|\mathbf {x} -\mathbf {x} _{0}|}}d^{3}x_{0}}
{\displaystyle \mathbf {A} (\mathbf {x} ,t)={\frac {1}{4\pi \varepsilon _{0}c^{2}}}\int {\frac {\mathbf {J} (\mathbf {x} _{0},t_{r})}{|\mathbf {x} -\mathbf {x} _{0}|}}d^{3}x_{0}}
dove {\displaystyle \rho } è la densità di carica, {\displaystyle \mathbf {J} } è la densità di corrente, {\displaystyle |\mathbf {x} -\mathbf {x} _{0}|} la distanza del punto di osservazione del campo dall'elemento di volume {\displaystyle dV} su cui si effettua l'integrazione e:
{\displaystyle t_{r}=t-{\frac {|\mathbf {x} -\mathbf {x} _{0}|}{c}}}
è il tempo ritardato.
I potenziali ritardati sono la soluzione dell'equazione delle onde per i potenziali:
{\displaystyle \quad \nabla ^{2}\phi -{\frac {1}{c^{2}}}{\frac {\partial ^{2}\phi }{\partial t^{2}}}=-{\frac {\rho }{\varepsilon _{0}}}}
{\displaystyle \quad \nabla ^{2}\mathbf {A} -{\frac {1}{c^{2}}}{\frac {\partial ^{2}\mathbf {A} }{\partial t^{2}}}=-\mu _{0}\mathbf {J} }
Una volta determinati i potenziali {\displaystyle \phi } e {\displaystyle \mathbf {A} } dalla distribuzione delle cariche e delle correnti nello spazio, è possibile esprimere il campo elettrico ed il campo magnetico attraverso le formule:
{\displaystyle \mathbf {E} =-\nabla \phi -{\frac {\partial \mathbf {A} }{\partial t}}\qquad \mathbf {B} =\nabla \times \mathbf {A} }
Questo consente di scrivere l'equazione delle onde per i campi nel vuoto:
{\displaystyle \quad \nabla ^{2}\mathbf {E} -{\frac {1}{c^{2}}}{\frac {\partial ^{2}\mathbf {E} }{\partial t^{2}}}=-{\frac {1}{\varepsilon _{0}}}\left(-\nabla \rho -{\frac {1}{c^{2}}}{\frac {\partial \mathbf {J} }{\partial t}}\right)}
{\displaystyle \quad \nabla ^{2}\mathbf {B} -{\frac {1}{c^{2}}}{\frac {\partial ^{2}\mathbf {B} }{\partial t^{2}}}=-\mu _{0}\nabla \times \mathbf {J} }
La soluzione al tempo ritardato fornisce l'espressione preliminare per i campi:
{\displaystyle \mathbf {E} (\mathbf {x} ,t)={\frac {1}{4\pi \varepsilon _{0}}}\int {\frac {1}{|\mathbf {x} -\mathbf {x} _{0}|}}\left[-\nabla '\rho -{\frac {1}{c^{2}}}{\frac {\partial \mathbf {J} }{\partial t}}\right]_{t=t_{r}}d^{3}x'}
{\displaystyle \mathbf {B} (\mathbf {x} ,t)={\frac {\mu _{0}}{4\pi }}\int {\frac {1}{|\mathbf {x} -\mathbf {x} _{0}|}}\left[\nabla '\times \mathbf {J} \right]_{t=t_{r}}d^{3}x'}
la cui scrittura esplicita è fornita dalle equazioni di Jefimenko:
{\displaystyle \mathbf {E} (\mathbf {x} ,t)={\frac {1}{4\pi \varepsilon _{0}}}\int \left[\left({\frac {\rho (\mathbf {x} _{0},t_{r})}{|\mathbf {x} -\mathbf {x} _{0}|^{3}}}+{\frac {1}{|\mathbf {x} -\mathbf {x} _{0}|^{2}c}}{\frac {\partial \rho (\mathbf {x} _{0},t_{r})}{\partial t}}\right)(\mathbf {x} -\mathbf {x} _{0})-{\frac {1}{|\mathbf {x} -\mathbf {x} _{0}|c^{2}}}{\frac {\partial \mathbf {J} (\mathbf {x} _{0},t_{r})}{\partial t}}\right]\mathrm {d} ^{3}x}
{\displaystyle \mathbf {B} (\mathbf {x} ,t)={\frac {\mu _{0}}{4\pi }}\int \left[{\frac {\mathbf {J} (\mathbf {x} _{0},t_{r})}{|\mathbf {x} -\mathbf {x} _{0}|^{3}}}+{\frac {1}{|\mathbf {x} -\mathbf {x} _{0}|^{2}c}}{\frac {\partial \mathbf {J} (\mathbf {x} _{0},t_{r})}{\partial t}}\right]\times (\mathbf {x} -\mathbf {x} _{0})\mathrm {d} ^{3}x}
dove {\displaystyle \mathbf {x} _{0}} è un punto all'interno della distribuzione di carica e {\displaystyle \mathbf {x} } è un punto nello spazio. Le espressioni per i campi nella materia {\displaystyle \mathbf {D} } e {\displaystyle \mathbf {H} } hanno la stessa forma..

## Potenziali di Liénard-Wiechert
I potenziali di Liénard-Wiechert descrivono il campo elettromagnetico generato da una carica in moto a partire dai potenziali del campo. Costruiti direttamente a partire dalle equazioni di Maxwell, i potenziali forniscono una caratterizzazione generale e relativistica del campo variabile nel tempo generato da una carica in moto.
Il potenziale elettromagnetico {\displaystyle A^{\alpha }(x)=(\varphi ,\mathbf {A} )} generato nel punto {\displaystyle x=(x_{0},\mathbf {x} )} da una sorgente puntiforme di carica in moto {\displaystyle e} è dato da:
{\displaystyle A^{\alpha }(x)={\frac {eV^{\alpha }(\tau =\tau _{0})}{V\cdot [x-r(\tau =\tau _{0})]}}\qquad x_{0}>r_{0}(\tau _{0})}
dove {\displaystyle V^{\alpha }(\tau )={\gamma }(c,\mathbf {v} _{s})} è la quadrivelocità della carica, {\displaystyle r^{\alpha }(\tau )=(r_{0},\mathbf {r} _{s})} la sua posizione e {\displaystyle \tau } il tempo proprio. Nell'equazione la velocità e la posizione vengono valutati al tempo {\displaystyle \tau _{0}}, che è definito dalla condizione del cono di luce. Tale condizione implica che:
{\displaystyle x_{0}-r_{0}(\tau _{0})=|\mathbf {x} -\mathbf {r} _{s}(\tau _{0})|}
e pertanto permette di scrivere:
{\displaystyle V\cdot (x-r)=\gamma c(x_{0}-r_{0}(\tau _{0}))-\mathbf {v} _{s}\cdot (\mathbf {x} -\mathbf {r} _{s}(\tau _{0}))=\gamma c|\mathbf {x} -\mathbf {r} _{s}(\tau _{0})|(1-\mathbf {\beta } \cdot \mathbf {n} )}
con {\displaystyle \mathbf {n} } vettore unitario che ha la direzione di {\displaystyle \mathbf {x} -\mathbf {r} _{s}(\tau )}. Si ottiene in questo modo una forma equivalente, ma non covariante, del potenziale elettrico {\displaystyle \varphi } e del potenziale magnetico {\displaystyle \mathbf {A} } generati da una sorgente puntiforme di carica in moto:
{\displaystyle \varphi (\mathbf {x} ,t)={\frac {1}{4\pi \varepsilon _{0}}}\left({\frac {e}{(1-\mathbf {n} \cdot \mathbf {\beta } )|\mathbf {x} -\mathbf {r} _{s}(\tau )|}}\right)_{\tau =\tau _{0}}\qquad \mathbf {A} (\mathbf {x} ,t)={\frac {\mu _{0}c}{4\pi }}\left({\frac {e\mathbf {\beta } }{(1-\mathbf {n} \cdot \mathbf {\beta } )|\mathbf {x} -\mathbf {r} _{s}(\tau )|}}\right)_{\tau =\tau _{0}}={\frac {\mathbf {\beta } (\tau =\tau _{0})}{c}}\varphi (\mathbf {x} ,t)}
A partire dai potenziali è possibile ricavare le espressioni dei campi utilizzando la loro definizione, ottenendo per il campo elettrico:
{\displaystyle \mathbf {E} (\mathbf {x} ,t)={\frac {1}{4\pi \varepsilon _{0}}}\left({\frac {q(\mathbf {n} -\mathbf {\beta } )}{\gamma ^{2}(1-\mathbf {n} \cdot \mathbf {\beta } )^{3}|\mathbf {x} -\mathbf {r} _{s}(\tau )|^{2}}}+{\frac {q\mathbf {n} \times {\big (}(\mathbf {n} -\mathbf {\beta } )\times {\dot {\mathbf {\beta } }}{\big )}}{c(1-\mathbf {n} \cdot \mathbf {\beta } )^{3}|\mathbf {x} -\mathbf {r} _{s}(\tau )|}}\right)_{\tau =\tau _{0}}}
e per il campo magnetico:
{\displaystyle \mathbf {B} (\mathbf {x} ,t)={\frac {\mu _{0}}{4\pi }}\left({\frac {qc(\mathbf {\beta } \times \mathbf {n} )}{\gamma ^{2}(1-\mathbf {n} \cdot \mathbf {\beta } )^{3}|\mathbf {x} -\mathbf {r} _{s}(\tau )|^{2}}}+{\frac {q\mathbf {n} \times {\Big (}\mathbf {n} \times {\big (}(\mathbf {n} -\mathbf {\beta } )\times {\dot {\mathbf {\beta } }}{\big )}{\Big )}}{(1-\mathbf {n} \cdot \mathbf {\beta } )^{3}|\mathbf {x} -\mathbf {r} _{s}(\tau )|}}\right)_{\tau =\tau _{0}}={\frac {\mathbf {n} (\tau =\tau _{0})}{c}}\times \mathbf {E} (\mathbf {x} ,t)}
con:
{\displaystyle \mathbf {\beta } (t)={\frac {\mathbf {v} _{s}(t)}{c}}\qquad \mathbf {n} (t)={\frac {\mathbf {r} -\mathbf {r} _{s}(t)}{|\mathbf {r} -\mathbf {r} _{s}(t)|}}\qquad \gamma (t)={\frac {1}{\sqrt {1-|\mathbf {\beta } (t)|^{2}}}}}
dove {\displaystyle \gamma } è il fattore di Lorentz. il termine {\displaystyle \mathbf {n} -\mathbf {\beta } } nell'espressione del campo elettrico impone che la direzione del primo termine del campo sia lungo la congiungente con la posizione della carica, mentre il secondo termine, dovuto all'accelerazione della carica, è perpendicolare a {\displaystyle \mathbf {n} -\mathbf {\beta } }.
L'espressione dei campi è in questo modo data dalla somma di due contributi: il primo è detto campo di Coulomb generalizzato e decresce come il reciproco del quadrato della distanza dalla carica, il secondo è detto campo di radiazione e decresce come il reciproco della distanza dalla sorgente, e quindi è dominante lontano dalla carica. In entrambi i casi il campo di Coulomb generalizzato è relativo alla velocità della carica, mentre il campo di radiazione è generato dall'accelerazione.

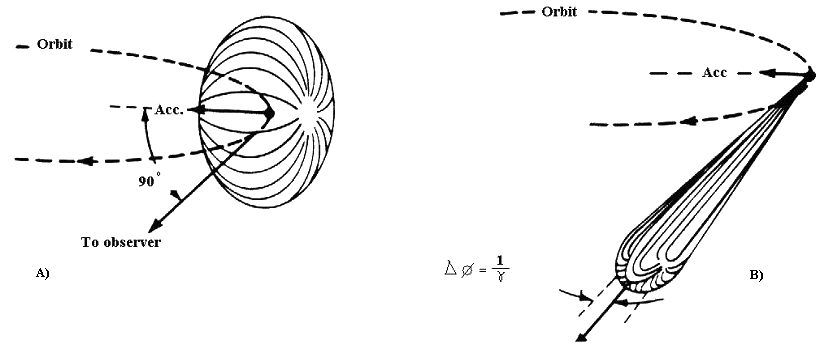
Distribuzione angolare della radiazione emessa da una carica in moto accelerato. Nell'immagine a destra la velocità della particella si avvicina alla velocità della luce, e l'emissione di radiazione è collimata in un cono appuntito il cui asse è diretto come la velocità.

### Equazione di Larmor
Se si trascura il campo di Coulomb generalizzato, la componente radiale del vettore di Poynting, risultante dall'espressione di Liénard–Wiechert dei campi, è data da:
{\displaystyle [\mathbf {S\cdot } {\hat {\mathbf {n} }}]_{\tau =\tau _{0}}={\frac {q^{2}}{16\pi ^{2}\varepsilon _{0}c}}\left\{{\frac {1}{R^{2}}}\left|{\frac {{\hat {\mathbf {n} }}\times [({\hat {\mathbf {n} }}-{\vec {\beta }})\times {\dot {\vec {\beta }}}]}{(1-{\vec {\beta }}\mathbf {\cdot } {\hat {\mathbf {n} }})^{3}}}\right|^{2}\right\}}
dove il secondo membro, a differenza del primo, non è valutato al tempo ritardato.
La relazione spaziale tra {\displaystyle {\vec {\beta }}} e {\displaystyle {\dot {\vec {\beta }}}} determina la distribuzione di potenza angolare, ed il fattore  {\displaystyle (1-{\vec {\beta }}\mathbf {\cdot } {\vec {\mathbf {n} }})} al denominatore mostra la presenza degli effetti relativistici nel passaggio dal sistema di riferimento a riposo della particella al sistema di riferimento dell'osservatore.
L'energia irradiata per angolo solido durante un'accelerazione tra gli istanti {\displaystyle t'=T_{1}} e {\displaystyle t'=T_{2}} è data da:
{\displaystyle {\frac {\mathrm {d} P}{\mathrm {d} {\mathit {\Omega }}}}={\frac {q^{2}}{16\pi ^{2}\varepsilon _{0}c}}\,{\frac {|{\hat {\mathbf {n} }}(t')\times \{[{\hat {\mathbf {n} }}(t')-{\vec {\beta }}(t')]\times {\dot {\vec {\beta }}}(t')\}|^{2}}{[1-{\vec {\beta }}(t')\mathbf {\cdot } {\vec {\mathbf {n} }}(t')]^{5}}}}
Integrando tale espressione su tutto l'angolo solido si ottiene la generalizzazione relativistica della formula di Larmor:
{\displaystyle P={\frac {e^{2}}{6\pi \varepsilon _{0}c}}\gamma ^{6}\left[\left|{\dot {\vec {\beta }}}\right|^{2}-\left|{\vec {\beta }}\times {\dot {\vec {\beta }}}\right|\right]}
Nel limite relativistico per velocità prossime alla velocità della luce, in cui {\displaystyle \gamma >>1}, la distribuzione angolare può approssimativamente essere scritta come:
{\displaystyle {\frac {\mathrm {d} P}{\mathrm {d} {\mathit {\Omega }}}}\simeq {\frac {2}{\pi }}{\frac {e^{2}}{c^{3}}}\gamma ^{6}{\frac {|{\dot {\mathbf {v} }}|^{2}}{(1+\gamma ^{2}\theta ^{2})^{3}}}\left[1-{\frac {4\gamma ^{2}\theta ^{2}\cos ^{2}\phi }{(1+\gamma ^{2}\theta ^{2})^{2}}}\right]}
dove i fattori {\displaystyle (1-\beta \cos \theta )} al denominatore restringono la distribuzione angolare in un fascio di luce conico e sempre più stretto al crescere della velocità, distribuito in un piccolo angolo intorno a {\displaystyle \theta =0}.

## Trasformazioni del campo tra sistemi di riferimento inerziali
Si considerino due sistemi di riferimento inerziali che si muovono con velocità relativa {\displaystyle \mathbf {v} } costante l'uno rispetto all'altro. Le componenti del campo parallele alla velocità sono denotate con {\displaystyle {\stackrel {\mathbf {E} _{\parallel }}{}}} e {\displaystyle {\stackrel {\mathbf {B} _{\parallel }}{}}}, mentre quelle perpendicolari con {\displaystyle {\stackrel {\mathbf {E} _{\bot }}{}}} e {\displaystyle {\stackrel {\mathbf {B} _{\bot }}{}}}. Considerando uno dei due sistemi di riferimento fermo, le variabili primate denotano i campi nell'altro sistema, in moto:
{\displaystyle \mathbf {{E}_{\parallel }} '=\mathbf {{E}_{\parallel }} \qquad \mathbf {{B}_{\parallel }} '=\mathbf {{B}_{\parallel }} }
{\displaystyle \mathbf {{E}_{\bot }} '=\gamma \left(\mathbf {E} _{\bot }+\mathbf {v} \times \mathbf {B} \right)\qquad \mathbf {{B}_{\bot }} '=\gamma \left(\mathbf {B} _{\bot }-{\frac {1}{c^{2}}}\mathbf {v} \times \mathbf {E} \right)}
dove:
{\displaystyle \gamma ={\frac {1}{\sqrt {1-v^{2}/{c}^{2}}}}}
è il fattore di Lorentz e {\displaystyle c} la velocità della luce. La trasformazione inversa si ottiene cambiando il segno della velocità.
In modo equivalente, si può scrivere:
{\displaystyle {\begin{aligned}&\mathbf {E} '=\gamma \left(\mathbf {E} +\mathbf {v} \times \mathbf {B} \right)-\left({\gamma -1}\right)(\mathbf {E} \cdot \mathbf {\hat {v}} )\mathbf {\hat {v}} \\&\mathbf {B} '=\gamma \left(\mathbf {B} -{\frac {\mathbf {v} \times \mathbf {E} }{c^{2}}}\right)-\left({\gamma -1}\right)(\mathbf {B} \cdot \mathbf {\hat {v}} )\mathbf {\hat {v}} \\\end{aligned}}}
dove {\displaystyle \mathbf {\hat {v}} } è un vettore unitario diretto come la velocità.
Data una particella di carica {\displaystyle q} che si muove con velocità {\displaystyle \mathbf {u} } rispetto al sistema fermo, la forza di Lorentz agente su di essa è:
{\displaystyle \mathbf {F} =q\mathbf {E} +q\mathbf {u} \times \mathbf {B} }
mentre nel sistema in moto:
{\displaystyle \mathbf {F'} =q\mathbf {E'} +q\mathbf {u'} \times \mathbf {B'} }
Se i due sistemi hanno i tre assi rispettivamente paralleli, allora:
{\displaystyle u_{x}'={\frac {u_{x}+v}{1+(v\ u_{x})/c^{2}}}\qquad u_{y}'={\frac {u_{y}/\gamma }{1+(v\ u_{x})/c^{2}}}\qquad u_{z}'={\frac {u_{z}/\gamma }{1+(v\ u_{x})/c^{2}}}}
Per un moto relativo tra i due sistemi lungo l'asse delle ascisse, si ottiene:
{\displaystyle {\begin{aligned}&\displaystyle E'_{x}=E_{x}\\&E'_{y}=\gamma \left(E_{y}-vB_{z}\right)\\&E'_{z}=\gamma \left(E_{z}+vB_{y}\right)\\\end{aligned}}\quad {\begin{aligned}&\displaystyle B'_{x}=B_{x}\\&B'_{y}=\gamma \left(B_{y}+{\frac {v}{c^{2}}}E_{z}\right)\\&B'_{z}=\gamma \left(B_{z}-{\frac {v}{c^{2}}}E_{y}\right)\end{aligned}}}
In unità CGS:
{\displaystyle {\begin{aligned}&\displaystyle E'_{x}=E_{x}\\&E'_{y}=\gamma \left(E_{y}-\beta B_{z}\right)\\&E'_{z}=\gamma \left(E_{z}+\beta B_{y}\right)\\\end{aligned}}\quad {\begin{aligned}&\displaystyle B'_{x}=B_{x}\\&B'_{y}=\gamma \left(B_{y}+\beta E_{z}\right)\\&B'_{z}=\gamma \left(B_{z}-\beta E_{y}\right)\end{aligned}}}
dove {\displaystyle \beta \ {\overset {\underset {\mathrm {def} }{}}{=}}\ v/c}.
Considerando trasformazioni di Lorentz più generali si può ricorrere al formalismo tensoriale. Detto {\displaystyle F^{\mu \nu }} il tensore elettromagnetico nel sistema fermo, {\displaystyle F'^{\mu \nu }} quello nel sistema di riferimento in moto e denotando con {\displaystyle \Lambda } la generica trasformazione di Lorentz si ha, nella notazione di Einstein:
{\displaystyle F'^{\mu \nu }=\Lambda _{\ \rho }^{\mu }\Lambda _{\ \sigma }^{\nu }F^{\rho \sigma }}
Questa relazione deriva dal fatto che {\displaystyle F} è un tensore e dunque trasforma per definizione in questo modo.

### Campi nella materia
Nella materia, il campo elettrico {\displaystyle \mathbf {D} } ed il campo magnetico {\displaystyle \mathbf {H} } sono dati da:
{\displaystyle \mathbf {D} =\varepsilon _{0}\mathbf {E} \qquad \mathbf {B} =\mu _{0}\mathbf {H} \qquad c^{2}={\frac {1}{\varepsilon _{0}\mu _{0}}}}
e si trasformano in modo analogo ai campi nel vuoto:
{\displaystyle {\begin{aligned}\mathbf {D} '&=\gamma \left(\mathbf {D} +{\frac {1}{c^{2}}}\mathbf {v} \times \mathbf {H} \right)+(1-\gamma )(\mathbf {D} \cdot \mathbf {\hat {v}} )\mathbf {\hat {v}} \\\mathbf {H} '&=\gamma \left(\mathbf {H} -\mathbf {v} \times \mathbf {D} \right)+(1-\gamma )(\mathbf {H} \cdot \mathbf {\hat {v}} )\mathbf {\hat {v}} \\\end{aligned}}}

### Potenziali del campo
Il potenziale vettore {\displaystyle \mathbf {A} } relativo al campo magnetico ed il potenziale scalare {\displaystyle \psi } del campo elettrico si trasformano come segue:
{\displaystyle \varphi '=\gamma (\varphi -vA_{\parallel })\qquad A_{\parallel }'=\gamma (A_{\parallel }-v\varphi /c^{2})\qquad A_{\bot }'=A_{\bot }}
dove {\displaystyle \scriptstyle A_{\parallel }}è la componente parallela alla velocità relativa e {\displaystyle \scriptstyle A_{\bot }} e quella perpendicolare. In forma compatta:
{\displaystyle {\begin{aligned}\mathbf {A} '&=\mathbf {A} -{\dfrac {\gamma \varphi }{c^{2}}}\mathbf {v} +(\gamma -1)(\mathbf {A} \cdot \mathbf {\hat {v}} )\mathbf {\hat {v}} \\{\varphi }'&=\gamma \left(\varphi -\mathbf {A} \cdot \mathbf {v} \right)\end{aligned}}}

### Sorgenti del campo
Per le densità di carica {\displaystyle \rho } e corrente elettrica {\displaystyle \mathbf {J} } si ha:
{\displaystyle J_{\parallel }'=\gamma (J_{\parallel }-v\rho )\qquad \rho '=\gamma (\rho -vJ_{\parallel }/c^{2})\qquad J_{\bot }'=J_{\bot }}
e raggruppando le componenti:
{\displaystyle {\begin{aligned}\mathbf {J} '&=\mathbf {J} -\gamma \rho \mathbf {v} +\left(\gamma -1\right)(\mathbf {J} \cdot \mathbf {\hat {v}} )\mathbf {\hat {v}} \\{\rho }'&=\gamma (\rho -\mathbf {J} \cdot \mathbf {v} /c^{2})\end{aligned}}}

### Approssimazione non relativistica
Per velocità molto inferiori alla velocità della luce {\displaystyle \gamma } è prossimo ad 1 e pertanto si ha:
{\displaystyle \mathbf {E} '\approx \mathbf {E} +\mathbf {v} \times \mathbf {B} \qquad \mathbf {B} '\approx \mathbf {B} -{\frac {1}{c^{2}}}\mathbf {v} \times \mathbf {E} }
{\displaystyle \mathbf {j} '\approx \mathbf {j} -\rho \mathbf {v} \qquad \rho '\approx \left(\rho -{\frac {1}{c^{2}}}\mathbf {j} \cdot \mathbf {v} \right)}
Si tratta dell'approssimazione utilizzata nel caso non relativistico.

## Elettrodinamica quantistica
L'elettrodinamica quantistica è una teoria quantistica del campo elettromagnetico che descrive i fenomeni che coinvolgono particelle elettricamente cariche interagenti per mezzo della forza elettromagnetica, ed ha permesso di ottenere predizioni estremamente accurate di quantità come il momento magnetico anomalo del muone, e lo spostamento di Lamb-Retherford dei livelli energetici dell'idrogeno.
Matematicamente l'elettrodinamica quantistica ha la struttura di una teoria di gauge abeliana con un gruppo di gauge U(1): fisicamente questo significa che le particelle cariche interagiscono fra loro attraverso lo scambio di particelle a massa nulla dette fotoni. Considerando i potenziali come operatori di campo si ottiene la quantizzazione del campo elettromagnetico, e sostituendo {\displaystyle {\frac {1}{c^{2}}}=\varepsilon _{0}\mu _{0}} nelle equazioni del gauge di Lorenz si ottiene:
{\displaystyle \nabla ^{2}\mathbf {A} -{\frac {1}{c^{2}}}{\frac {\partial ^{2}\mathbf {A} }{\partial t^{2}}}=-\mu _{0}\mathbf {J} }
{\displaystyle \nabla ^{2}\varphi -{\frac {1}{c^{2}}}{\frac {\partial ^{2}\varphi }{\partial t^{2}}}=-{\frac {\rho }{\varepsilon _{0}}}}
Se si vuole descrivere l'interazione tra campi elettromagnetici con l'equazione di Dirac, le densità di carica e corrente sono:
{\displaystyle \mathbf {J} =-e\psi ^{\dagger }{\boldsymbol {\alpha }}\psi \,\quad \rho =-e\psi ^{\dagger }\psi }
dove {\displaystyle {\boldsymbol {\alpha }}} sono le prime tre matrici di Dirac. Si possono così scrivere le equazioni di Maxwell come:
{\displaystyle \nabla ^{2}\mathbf {A} -{\frac {1}{c^{2}}}{\frac {\partial ^{2}\mathbf {A} }{\partial t^{2}}}=\mu _{0}e\psi ^{\dagger }{\boldsymbol {\alpha }}\psi }
{\displaystyle \nabla ^{2}\varphi -{\frac {1}{c^{2}}}{\frac {\partial ^{2}\varphi }{\partial t^{2}}}={\frac {1}{\varepsilon _{0}}}e\psi ^{\dagger }\psi }
Tale formulazione è alla base dell'ettrodinamica quantistica.

## Campi elettromagnetici e salute
L'esposizione umana ai campi elettromagnetici è una problematica relativamente recente (1972) che assume notevole interesse con l'introduzione massiccia dei sistemi di telecomunicazione e dei sistemi di trasmissione e distribuzione dell'energia elettrica.
In realtà anche in assenza di tali sistemi siamo costantemente immersi nei campi elettromagnetici per tutti quei fenomeni naturali riconducibili alla natura elettromagnetica, primo su tutti l'irraggiamento solare. Allo scopo di approfondire il legame tra esposizione a campi elettromagnetici e salute umana, sono stati avviati, a partire dalla seconda metà degli anni novanta dello scorso secolo, sia in Italia che all'estero, studi epidemiologici specifici. Le misure del campo elettromagnetico vengono effettuate con apposite sonde.